# Мосх
Мосх (II ст. до н. е.) — давньогрецький поет, майстер буколічної поезії. Розквіт творчості припав на 150-ті роки до н. е.

## Життєпис
Народився у м.Сіракузи (Сицилія). Замолоду перебрався до Александрії Єгипетської. Був учнем граматика Аристраха Самофракійського. У поезії був під впливом творчості Теокріта. Свої вірші складав у його стилі, здебільшого на міфологічні теми.

## Твори
- Епілія «Викрадення Єввропи».
- Поема «Мегара».
- Вірш «Ерот-утікач».
- Вірш Про зміну духовних начал. В подальшому був перероблений О.Пушкіним у вірш «Земля й море».
- Епітафія Біону.